# Джонатан Арчър
Джонатан Арчър е герой от фантастичната вселена на Стар Трек, и по-точно от телевизионния сериал Стар Трек: Ентърпрайз, където ролята се изпълнява от актьора Скот Бакула.

## Биография
Джонатан Арчър е капитан на космическия кораб Ентърпрайз (NX-01). Неговата мисия е да изследва квадрантите Алфа и Бета, и да установи контакт с нови извънземни раси.
Роден в Сан Франциско, синът на Хенри Арчър наследява от баща си страстта да изследва космоса.
Това е и причината да се запише в Звездния флот, където достига ранга на командир преди през 2143 г. да стане пилот на експериментални кораби. Той винаги преминава границите установени от Главното командване на Вулкан, които според него са създадени за да спъват технологичния напредък на земляните.
Повишен е в капитан и е назначен да командва кораба Ентърпрайз NX-01. Космическият кораб напуска земната орбита през 2151 и се отправя на първата си междузвездна мисия.
Джонатан е добър приятел на Емъри Ериксън, изобретателя на транспортьора.
Арчър става президент на Обединената Федерация от планети от 2185 до 2193.

## Огледална вселена
В огледалната вселена, Арчър има ранг на Командир и първи офицер на космическия кораб ISS Ентърпрайз, огледалната версия на Ентърпрайз. В тази вселена, той служи под командването на капитан Максимилиан Форест, огледалната версия на Адмирал Форест. За разлика от нормалната Стар Трек вселена, където Арчър и Форест са приятели, огледалните версии не са в много добри отношения; огледалният Арчър, както и повечето герои от Земната империя, е коварен. Той дори застава начело на бунт срещу Форест и превзема Ентърпрайз. Обаче с помощта на Т'Пол и другите вулканци, Форест е освободен и си връща обратно кораба.
Арчър се предава, но се е погрижил кораба да не може да промени посоката, като е заключил навигационната система. Причината за бунта му е съобщената му новина за кораб от друго измерение. Форест заинтригуван от това, което може да е открил Арчър заповядва да се разследва. Когато пристигат, те откриват USS Дефайънт, кораб на Звездния флот от нормалната вселена. Арчър е начело на екип, който трябва да поеме контрол над кораба, през това време Ентърпрайз е унищожен от толианците. Той, екипът му и оцелелите от Ентърпрайз, разбира, че Дефайънт не е само от друго измерение, но и от бъдещето.
След като потушава бунт срещу Империята, Арчър се опитва да закара футуристичния кораб до Земята, където смята да се обяви за император. Обаче, преди да успее да го направи, е убит от огледалната Хоши Сато, която го отравя и взема кораба за себе си.